# Opossum
Opossum là một loài thú có túi thuộc Họ Didelphidae trong Bộ Didelphimorphia đặc hữu ở châu Mỹ. Đây là bộ thú có túi lớn nhất ở Tây Bán cầu, nó bao gồm 103 loài trở lên trong 19 chi. Opossum có nguồn gốc từ Nam Mỹ vào Bắc Mỹ trong "Trao đổi lớn của Mỹ" sau sự kết nối của hai lục địa. Sinh học không chuyên biệt, chế độ ăn linh hoạt và thói quen sinh sản của chúng khiến chúng trở thành những loài sinh tồn thành công nhất ở nhiều địa điểm và điều kiện khác nhau.
Ở Hoa Kỳ và Canada, loài duy nhất được tìm thấy là opossum Virginia và nó thường được gọi đơn giản là "opossum" nhưng một số phương ngữ rút ngắn tên chúng thành "possum", nhưng không nên nhầm lẫn chúng với phân bộ Phalangeriformes (là thú có túi sống trên cây ở Đông Bán cầu cũng được được gọi là "possum" vì chúng nhìn giống với các loài bộ này). Họ này được Gray miêu tả năm 1821.

## Phân loại
Phân loại dựa trên Voss và Jansa (2009)
- Họ Didelphidae
  - Phân họ Glironiinae
    - Chi Glironia
      - Opossum đuôi rậm (Glironia venusta)

  - Phân họ Caluromyinae
    - Chi Caluromys
      - Phân chi Caluromys
        - Opossum len đuôi trần (Caluromys philander)

      - Phân chi Mallodelphys
        - Opossum len Derby (Caluromys derbianus)
        - Opossum len tai nâu (Caluromys lanatus)

    - Chi Caluromysiops
      - Opossum vai đen (Caluromysiops irrupta)

  - Phân họ Hyladelphinae
    - Chi Hyladelphys
      - Opossum chuột Kalinowski (Hyladelphys kalinowskii)

  - Phân họ Didelphinae
    - Tông Metachirini
      - Chi Metachirus
        - Opossum bốn mắt nâu (Metachirus nudicaudatus)

    - Tông Didelphini
      - Chi Chironectes
        - Opossum nước hoặc yapok (Chironectes minimus)

      - Phân nhóm chưa có tên
        - Chi Lutreolina
          - †Lutreolina biforata[4]
          - Lutrine hoặc opossum đuôi dày (Lutreolina crassicaudata)
          - †Lutreolina materdei[5]
          - Lutreolina massoia[6]

        - †Chi Hyperdidelphys
          - †Hyperdidelphys dimartinoi[4]
          - †Hyperdidelphys inexpectata[4]
          - †Hyperdidelphys parvula[4]
          - †Hyperdidelphys pattersoni[4]

      - Phân nhóm chưa có tên
        - Chi Didelphis
          - Opossum tai trắng (Didelphis albiventris)
          - Opossum tai to (Didelphis aurita)
          - Opossum tai trắng Guiana (Didelphis imperfecta)
          - Opossum thông thường (Didelphis marsupialis)
          - Opossum tai trắng Andea (Didelphis pernigra)
          - †Didelphis solimoensis[7]
          - Opossum Virginia (Didelphis virginiana)

        - Chi PhilanderMột con opossum bốn mắt xám và đen.

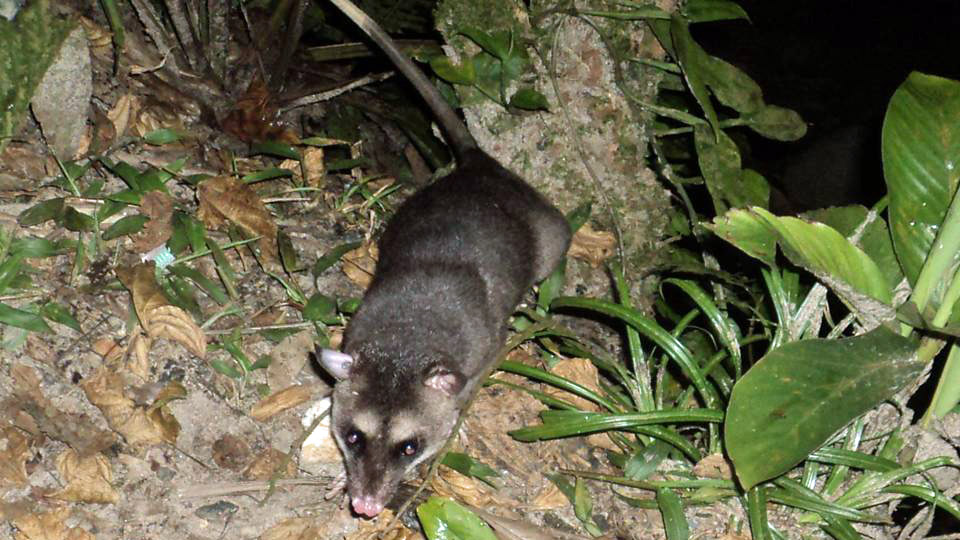
Một con opossum bốn mắt xám và đen.

          - Opossum bốn mắt Anderson (Philander andersoni)
          - Opossum bốn mắt Châu thổ (Philander deltae)
          - Opossum bốn mắt Đông Nam (Philander frenatus)
          - Opossum bốn mắt McIlhenny (Philander mcilhennyi)
          - Opossum bốn mắt Mondolfi (Philander mondolfii)
          - Opossum bốn mắt Olrog (Philander olrogi)
          - Opossum bốn mắt xám (Philander opossum)

        - †Chi Thylophorops
          - †Thylophorops chapadmalensis[4]
          - †Thylophorops lorenzinii[8]
          - †Thylophorops perplana[4]

    - Tông Marmosini
      - Chi Marmosa
        - Phân chi Marmosa
          - Opossum chuột trán nặng (Marmosa andersoni)
          - Opossum chuột Isthmus(Marmosa isthmica)
          - Opossum chuột đỏ heo (Marmosa lepida)
          - Opossum chuột Mexico (Marmosa mexicana)
          - Opossum chuột Linnaeus (Marmosa murina)
          - Opossum chuột Quechuan (Marmosa quichua)
          - Opossum chuột Robinson (Marmosa robinsoni)
          - Opossum chuột đỏ (Marmosa rubra)
          - Opossum chuột Simon (Marmosa simonsi)
          - Opossum chuột Tyler (Marmosa tyleriana)
          - Marmosa waterhousei
          - Opossum chuột Guajira (Marmosa xerophila)
          - Opossum chuột Zeledon (Marmosa zeledoni)

        - Phân chi Micoureus
          - Opossum chuột Alston (Marmosa alstoni)
          - Opossum chuột len bụng trắng (Marmosa constantiae)
          - Opossum chuột len (Marmosa demerarae)
          - †Marmosa laventica[9]
          - Opossum chuột len Tate (Marmosa paraguayanus)
          - Opossum chuột len nhỏ (Marmosa phaeus)
          - Opossum chuột len đuôi trần (Marmosa regina)

      - Chi MonodelphisMonodelphis domestica

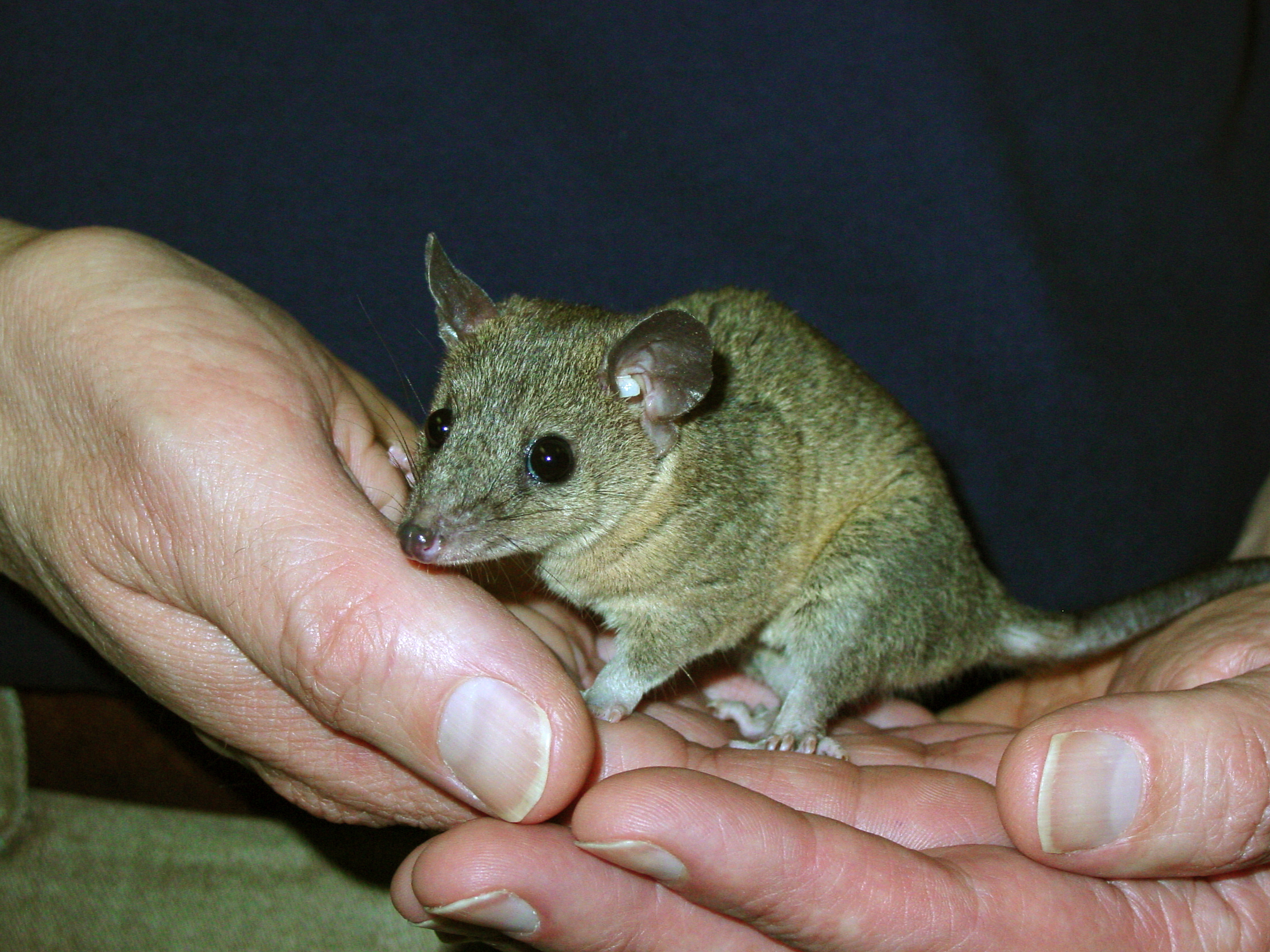
Monodelphis domestica

        - Opossum đuôi ngắn Sepia (Monodelphis adusta)
        - Opossum ba sọc phía Bắc opossum (Monodelphis americana)
        - Monodelphis arlindoi[10]
        - Opossum hông đỏ phía Bắc (Monodelphis brevicaudata)
        - Opossum hông vàng (Monodelphis dimidiata)
        - Opossum đuôi ngắn xám (Monodelphis domestica)
        - Opossum đuôi ngắn Emilia (Monodelphis emiliae)
        - Opossum hông đỏ Amazon (Monodelphis glirina)
        - Opossum đuôi ngắn Handley (Monodelphis handleyi)[11]
        - Opossum ba sọc Ihering (Monodelphis iheringi)
        - Opossum đuôi ngắn lùn (Monodelphis kunsi)
        - Opossum đuôi ngắn Marajó (Monodelphis maraxina)
        - Opossum đuôi ngắn Osgood (Monodelphis osgoodi)
        - Opossum hông đỏ trùm đầu (Monodelphis palliolata)
        - Monodelphis pinocchio
        - Opossum Reig (Monodelphis reigi)
        - Opossum Ronald (Monodelphis ronaldi)
        - Opossum sọc hạt dẻ (Monodelphis rubida)
        - Monodelphis saci
        - Monodelphis sanctaerosae[12]
        - Opossum đuôi ngắn mũi dài (Monodelphis scalops)
        - Opossum hông đỏ phía Nam (Monodelphis sorex)
        - Opossum ba sọc phía Nam (Monodelphis theresa)
        - Monodelphis touan[10]
        - Opossum ba sọc đỏ (Monodelphis umbristriata)
        - Opossum một sọc (Monodelphis unistriata)

      - Chi †Thylatheridium
        - †Thylatheridium cristatum
        - †Thylatheridium hudsoni
        - †Thylatheridium pascuali

      - Chi Tlacuatzin[3]
        - Opossum chuột xám (Tlacuatzin canescens)

    - Tông †Sparassocynini[13]
      - Chi †Hesperocynus
        - †Hesperocynus dolgopolae

      - Chi †Sparassocynus
        - †Sparassocynus bahiai
        - †Sparassocynus derivatus
        - †Sparassocynus maimarai
        - †Sparassocynus heterotopicus

    - Tông Thylamyini
      - Chi Chacodelphys
        - Opossum lùn Chacoan (Chacodelphys formosa)

      - Chi Cryptonanus
        - Opossum ân sủng Agricola (Cryptonanus agricolai)
        - Opossum ân sủng Chacoan (Cryptonanus chacoensis)
        - Opossum ân sủng Guahiba (Cryptonanus guahybae)
        - Opossum ân sủng bụng đỏ (Cryptonanus ignitus) † 1962
        - Opossum ân sủng Unduavi (Cryptonanus unduaviensis)

      - Chi Gracilinanus
        - Opossum ân sủng Aceramarca (Gracilinanus aceramarcae)
        - Opossum ân sủng lanh lẹ (Gracilinanus agilis)
        - Opossum ân sủng gỗ sprite (Gracilinanus dryas)
        - Opossum ân sủng Emilia (Gracilinanus emilae)
        - Opossum ân sủng phía Bắc (Gracilinanus marica)
        - Opossum ân sủng Brasil (Gracilinanus microtarsus)

      - Chi Lestodelphys
        - Opossum Patagonia (Lestodelphys halli)

      - Chi Marmosops
        - Opossum lanh lẹ Bishop (Marmosops bishopi)
        - Opossum lanh lẹ đầu hẹp (Marmosops cracens)
        - Opossum lanh lẹ Creighton (Marmosops creightoni)
        - Opossum lanh lẹ Dorothy (Marmosops dorothea)
        - Opossum lanh lẹ sẫm (Marmosops fuscatus)
        - Opossum lanh lẹ Handley (Marmosops handleyi)
        - Opossum lanh lẹ Tschudi (Marmosops impavidus)
        - Opossum lanh lẹ xám (Marmosops incanus)
        - Opossum lanh lẹ Panama (Marmosops invictus)
        - Opossum lanh lẹ Junin (Marmosops juninensis)
        - Opossum lanh lẹ Neblina (Marmosops neblina)
        - Opossum lanh lẹ bụng trắng (Marmosops noctivagus)
        - Opossum lanh lẹ mong manh (Marmosops parvidens)
        - Opossum lanh lẹ Brasil (Marmosops paulensis)
        - Opossum lanh lẹ Pinheiro (Marmosops pinheiroi)

      - Chi Thylamys
        - †Thylamys colombianus[9]
        - Opossum chuột đuôi mập Lọ Lem (Thylamys cinderella)
        - Thylamys citellus[14]
        - Opossum chuột đuôi mập thanh lịch (Thylamys elegans)
        - Thylamys fenestrae[15]
        - Opossum chuột đuôi mập Karimi (Thylamys karimii)
        - Opossum chuột đuôi mập Paraguayan (Thylamys macrurus)
        - †Thylamys minutus[9]
        - Opossum chuột đuôi mập bụng trắng (Thylamys pallidior)
        - Thylamys pulchellus[16]
        - †Thylamys pinei[17]
        - Opossum chuột đuôi mập thông thường (Thylamys pusillus)
        - Opossum chuột đuôi mập Argentina (Thylamys sponsorius)
        - Opossum chuột đuôi mập Tate (Thylamys tatei)
        - Opossum chuột đuôi mập quỷ lùn (Thylamys velutinus)
        - Opossum huột đuôi mập bụng cơ bắp (Thylamys venustus)
        - †Thylamys zettii[18]

      - †Chi Zygolestes
        - †Zygolestes tatei

## Hình ảnh

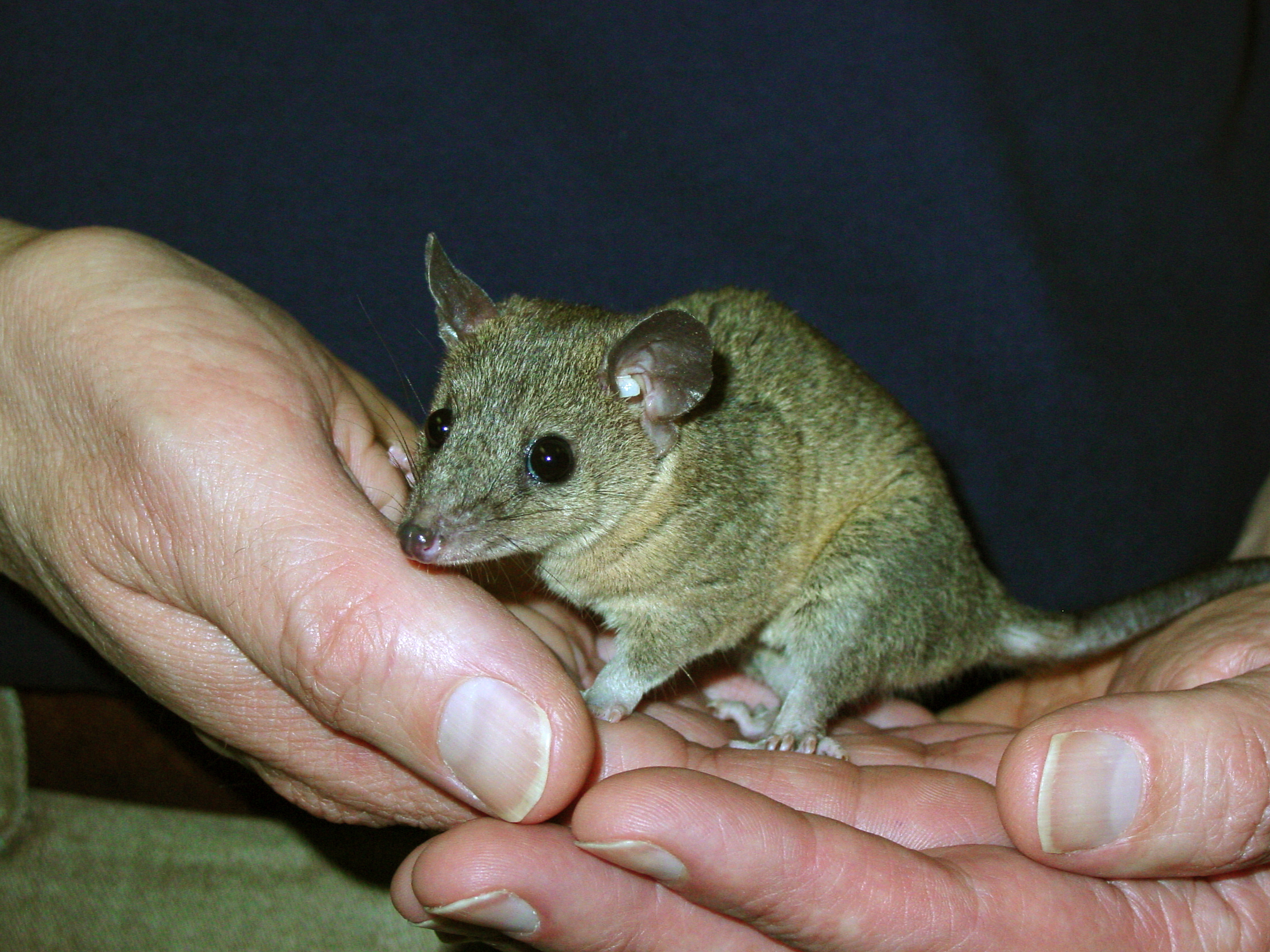
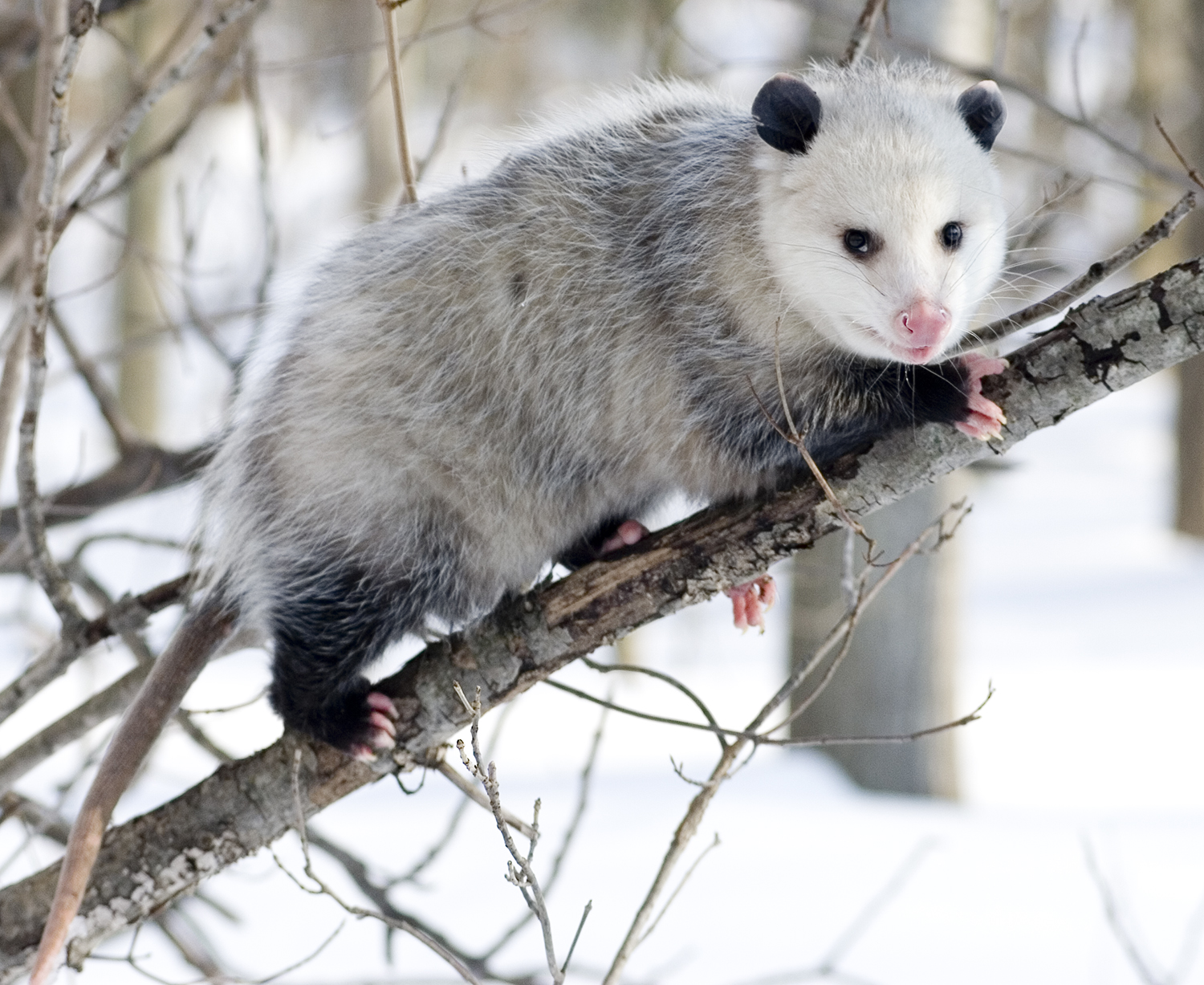
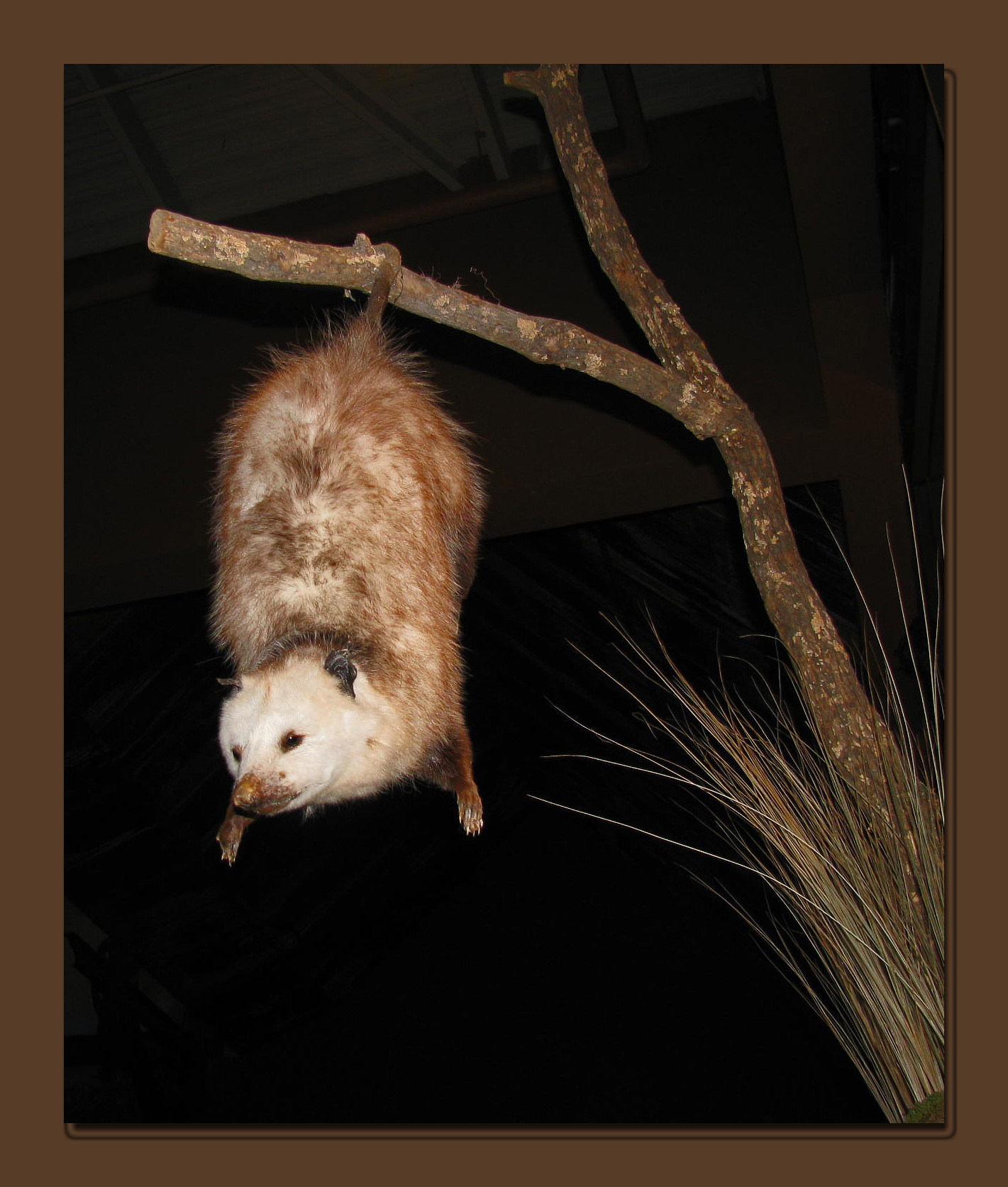
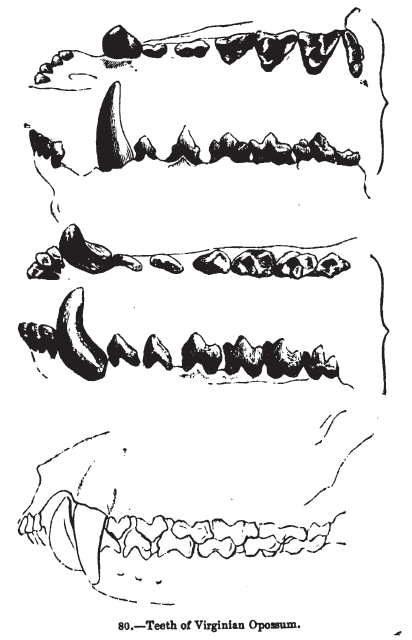